# バクリエウ省
バクリエウ省（バクリエウしょう、ベトナム語：Tỉnh Bạc Liêu / 省北遼  発音）は、ベトナムのかつての省（地方自治体）。台湾では「薄遼省」、中国では「薄寮省」の字を当てている。省都はバクリエウ市。

## 地理
メコン・デルタ地帯に位置する。

## 歴史
1996年にミンハイ省（ベトナム語：Tỉnh Minh Hải / 省明海）がカマウ省と本省に分かれて成立した。
2025年、カマウ省に統合された。

## 隣接行政区画
- カマウ省
- キエンザン省
- ハウザン省
- ソクチャン省

## 行政区分
以下の1市1市社5県から構成される。

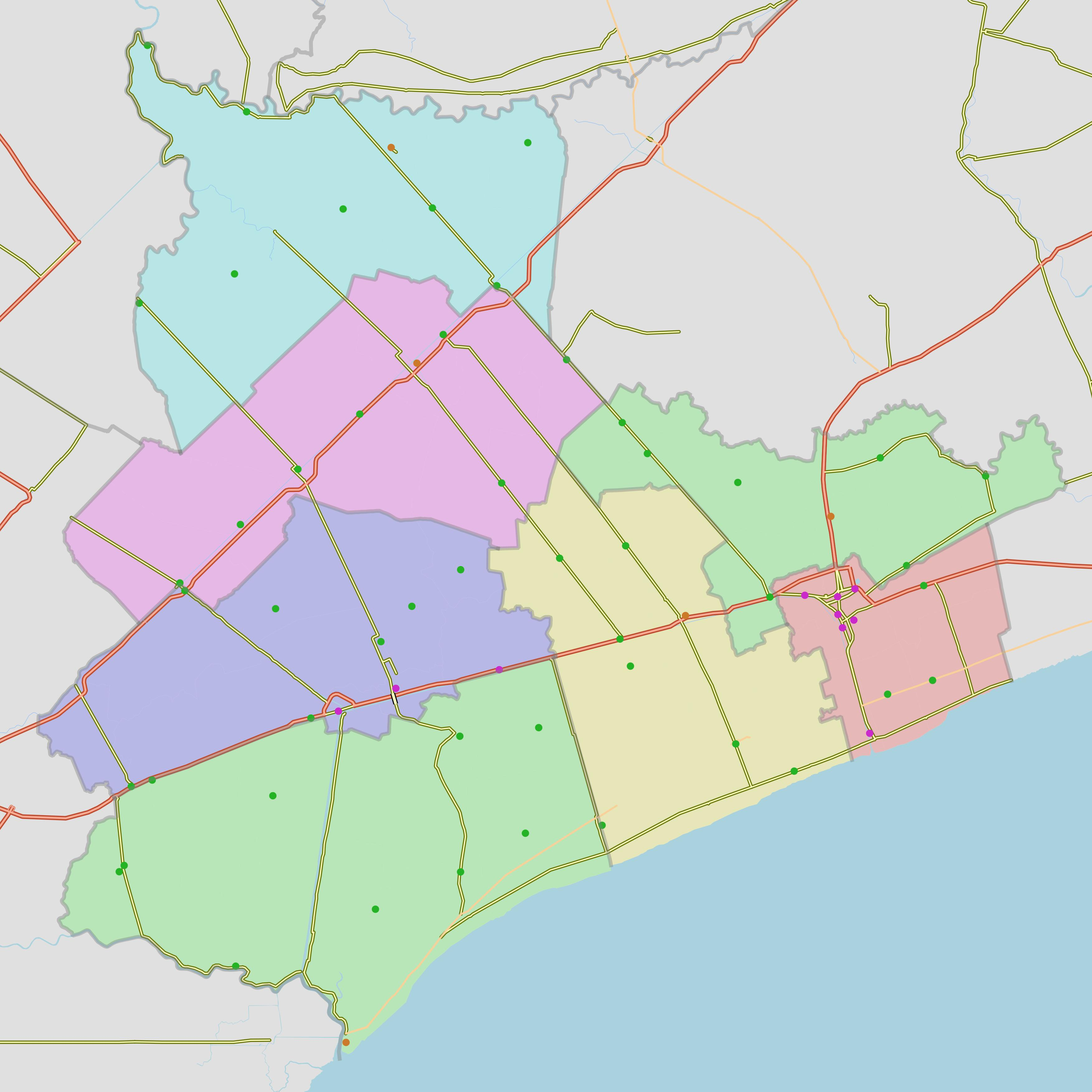
地図

- バクリエウ市（Bạc Liêu / 北遼）
- ザーライ市社（Giá Rai / 架淶）
- ドンハイ県（Đông Hải / 東海）
- ホアビン県（Hòa Binh / 和平）
- ホンザン県（Hồng Dân / 洪民）
- フオックロン県（Phước Long / 福隆）
- ヴィンロイ県（Vĩnh Lợi / 永利）

## 産業
稲作、漁業が盛んである。